# Januária Maria av Brasilien
Januária Maria av Brasilien (Januária Maria Joana Carlota Leopoldina Cândida Francisca Xavier de Paula Micaela Gabriela Rafaela Gonzaga), född 11 mars 1822 i Rio de Janeiro, Brasilien, död 13 mars 1901 i Nice, Frankrike, var en brasiliansk prinsessa. Hon var dotter till Peter I av Brasilien och Maria Leopoldina av Österrike och syster till Peter II av Brasilien.
Januária Maria var tillsammans med sin bror och sin syster en av endast tre personer arvsberättigade till Brasiliens tron fram till födseln av broderns första barn. Hennes bror Peter II blev monark 1831 då han fortfarande var omyndig, och år 1836 framlades ett förslag om att Januária Maria skulle leda förmyndarregeringen som Brasiliens regent fram till hans myndighetsdag. Hon avlade samma år en högtidlig ed inför regeringen att respektera landets rättigheter och konstitution i egenskap av tronarvinge. Frågan om hennes regentskap lades dock ned.  
Januária Maria var alltså Brasiliens tronarvinge fram till att hennes brors första barn föddes, och det ansågs därför viktigt att arrangera ett äktenskap åt henne. Hon giftes bort 28 april 1844 med sin brors svåger, Luigi av Bägge Sicilierna, greve av Aquila, i Rio de Janeiro.